# Ricadi
Ricadi (Rhēgádion, Ῥηγάδιον in greco antico) è un comune italiano di 5 050 abitanti della provincia di Vibo Valentia in Calabria.

## Geografia fisica

### Territorio

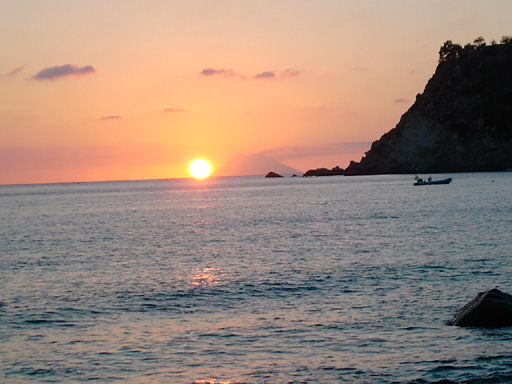
Ricadi - Il mare al tramonto e lo Stromboli

Il comune di Ricadi è situato tra il golfo di Sant'Eufemia (Lamezia Terme - CZ) e quello di Gioia Tauro (RC). Proprio il promontorio di Capo Vaticano divide i due golfi calabresi.
Adagiata alla base dell'altopiano del Monte Poro si estende fino al mare con il promontorio di Capo Vaticano. Interessanti i fondali di Formicoli, dove si può ammirare una distesa di massi, per lo più di roccia granitica, ricchi di fauna.
Presso Grotticelle, Riaci e Tono spiagge di sabbia bianca e finissima.
La particolare morfologia del territorio con valli e profonde incisioni fluviali su un territorio dal tipico “terrazzamento a gradoni” permette di raggiungere agevolmente gli strati fossiliferi del Miocene.
Conchiglie tipiche dei mari tropicali, denti di squalo, coralli, si accompagnano a ritrovamenti di parti scheletriche di mammiferi marini e continentali.
In alcune vallate è ancora presente una rara felce gigante, la felce bulbifera.

### Venti
I venti che spirano lungo le coste di Ricadi sono il ponente (ovest), lo scirocco (sud-est) e il libeccio (sud-ovest), molto pericolosi per chi si vuole addentrare in mare per la pesca o per esercitare sport acquatici. Il maestrale (nord-ovest), vento prevalente, invece, non crea quasi mai alcun disagio alla collettività marina.

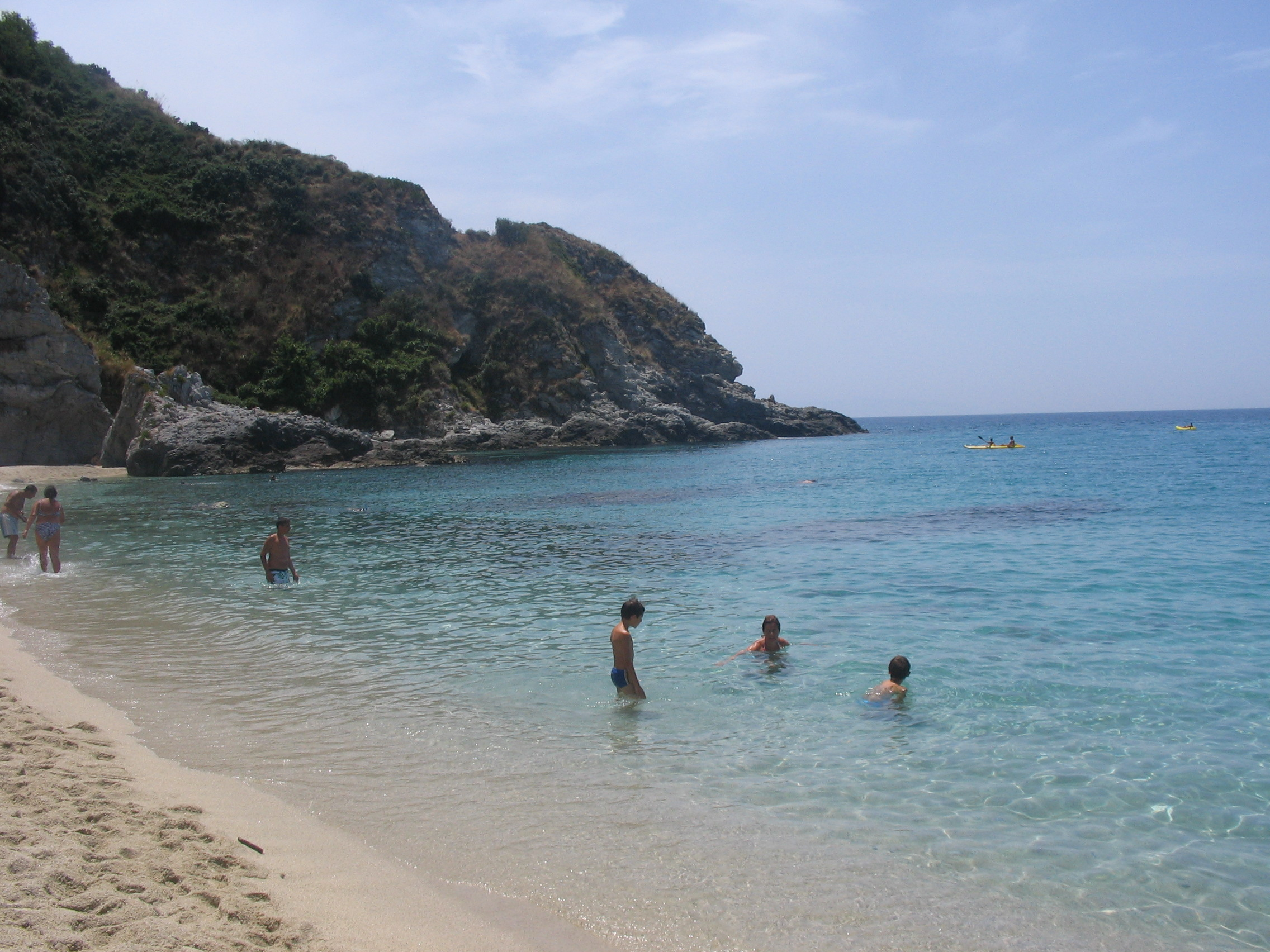
La spiaggia di Grotticelle

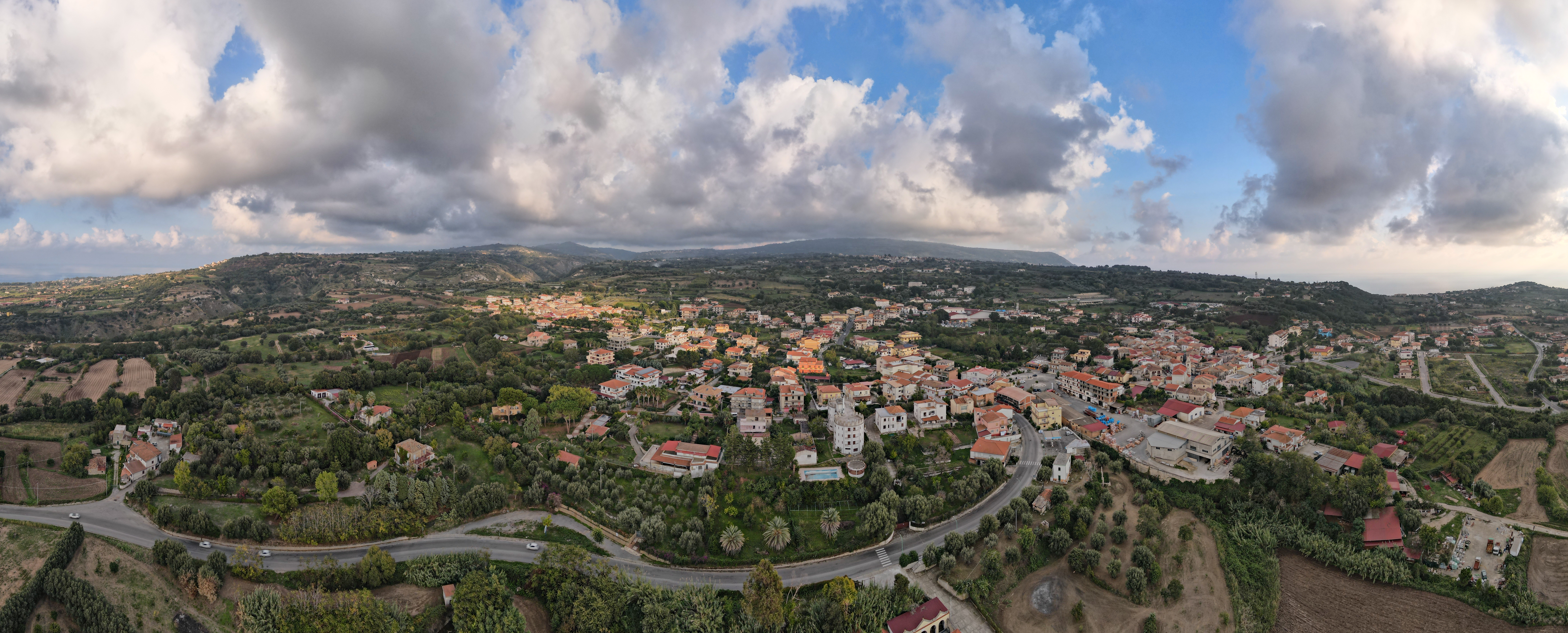

## Origini del nome
Rhegàdion/Ρηγάδιον può derivare da "Rhegion" (in greco antico: Ῥήγιoν, Rhéghion) che fa riferimento all'antico nome di una colonia greca.

## Storia
Il territorio di Ricadi è abitato sin dai tempi remoti: già dal periodo preistorico e precristiano. Ne sono testimoni i numerosi reperti archeologici rinvenuti, alcuni dei quali sono ben conservati al museo nazionale di Reggio Calabria.
Greci, cartaginesi, romani, bizantini, arabi, normanni hanno inoltre segnato notevolmente il territorio, creando le prime infrastrutture viarie e difensive (torri a difesa delle coste e dei fiumi) e influenzando gli usi, la lingua (il dialetto) e i toponimi. Molti resti e reperti di indubbio valore archeologico sono tuttora visibili.
Ricadi e i villaggi limitrofi furono dei casali dipendenti da Tropea fino al 1799, anno in cui venne riconosciuta l'indipendenza grazie all'intervento di un generale francese, Championnet (che conquistò il Regno di Napoli), dando un nuovo assetto amministrativo ai cantoni di Tropea.
Ricadi divenne poi un comune del distretto di Monteleone (l'attuale Vibo Valentia), appartenente alla Calabria Ulteriore, grazie a un decreto del 1811, col quale vennero assegnate alcune frazioni, molte delle quali sono tuttora rimaste nella giurisdizione del comune.

### Simboli
Lo stemma e il gonfalone sono stati concessi con decreto del presidente della Repubblica del 6 giugno 1988.
Stemma
Gonfalone

## Società

### Evoluzione demografica
Abitanti censiti

### Etnie e minoranze straniere
Secondo i dati ISTAT al 31 dicembre 2010 i cittadini stranieri residenti erano 400 persone (l'8,07% della popolazione).
Le nazionalità maggiormente rappresentate in base alla loro percentuale sul totale della popolazione residente erano:
- Romania 96 (1,93%)
- Ucraina 66 (1,33%)
- Bulgaria 58 (1,17%)
- Polonia 57 (1,15%)

## Cultura

### Musei
Il Museo Civico di Ricadi nato dal 2015 in poi è un museo diffuso che ha 
(M. Enia)
Alla tipologia organizzativa del “Polo museale”, è stata preferita quella del “Museo diffuso” poiché è stata ritenuta più idonea e più conforme sia alle caratteristiche geografiche del territorio comunale
(articolato in ben quattro frazioni distribuite sia sulla costa che sulla media costa) che alle peculiarità del patrimonio culturale di proprietà della committenza.
Il Museo si articola nelle seguenti sezioni che sono ubicate nel centro abitato di Ricadi e in alcune delle frazioni limitrofe:
La sezione n 1 “Museo Archeologico e paleontologico” (in corso di allestimento), ha sede nel palazzo "Fazzari" sito nella frazione di Santa Domenica alla via Roma, di proprietà del Comune di Ricadi. Si compone di due collezioni archeologica e paleontologica, ed ospita reperti di proprietà dello Stato rappresentato dall’istituto periferico della Soprintendenza Archeologia, Belle Arti e Paesaggio per la città Metropolitana di Reggio Calabria e la Provincia di Vibo Valentia.
La sezione n. 2 “Museo demoetnoantropologico della civiltà contadina e della cultura immateriale” è stato allestito presso l'ex oleificio " Marcello Sculco" (Figg. 3-4), concesso in comodato d'uso al Comune, in Ricadi centro, in via Artigiani; all'interno sono presenti tutti i macchinari dell'oleificio risalenti al secolo scorso; lo stesso ospita anche parte della collezione acquistata dal Comune di Ricadi di reperti della civiltà contadina.
La sezione n. 3 “Museo del mare” alloggiato nell'ex vedetta in Capo Vaticano viale G. Berto   espone oggetti collegati alle attività marinare, una vasta collezione di conchiglie e pannelli relativi agli stabilimenti antichi per la pesca e la lavorazione del tonno, rinvenuti dalle indagini archeologiche su questa costa.
La sezione n. 4 “Museo delle torri”   sito in due locali autonomi del fabbricato rurale all’interno del Parco archeologico della Torre Marrana, tra la torre stessa e il nuovo teatro; ospita una mostra iconografica e documentale sulle torri costiere di difesa, con particolare riferimento a quelle del territorio comunale; in uno dei locali sono presentate anche le copie delle stampe del cosiddetto “Codice Romano Carratelli” risalente al XVI secolo, con la rappresentazione delle torri costiere calabresi.
La sezione n.5 “Museo della cipolla rossa di Tropea”   ha sede presso l'ex stazione ferroviaria di Ricadi Scalo, sita nella frazione di San Nicolò, nella parte concessa in comodato al Comune, là dove a partire dall’Ottocento e fino ai primi anni del Novecento era in funzione un edificio per lo stoccaggio e la commercializzazione, tramite ferrovia, della cipolla rossa di Tropea.
La Biblioteca comunale "prof. Antonio Arena" sita nella frazione Orsigliadi alla via Ospedale n.2, anch’essa concessa in comodato d'uso, nell’anno 2012, al Comune di Ricadi (VV) dalla figlia Maria Grazia erede del prof. Arena, noto studioso locale. La Biblioteca è ospitata nella villetta di trecento mq con cortile, di proprietà della famiglia Arena, ceduta al Comune insieme agli arredi e ad un patrimonio librario di oltre ventimila volumi che, al momento, è in corso di schedatura.

### Eventi
- Premio Giuseppe Berto: intitolato alla memoria dell'autore veneto trasferitosi a Ricadi: si svolge ogni anno a giugno, premiando giovani scrittori.

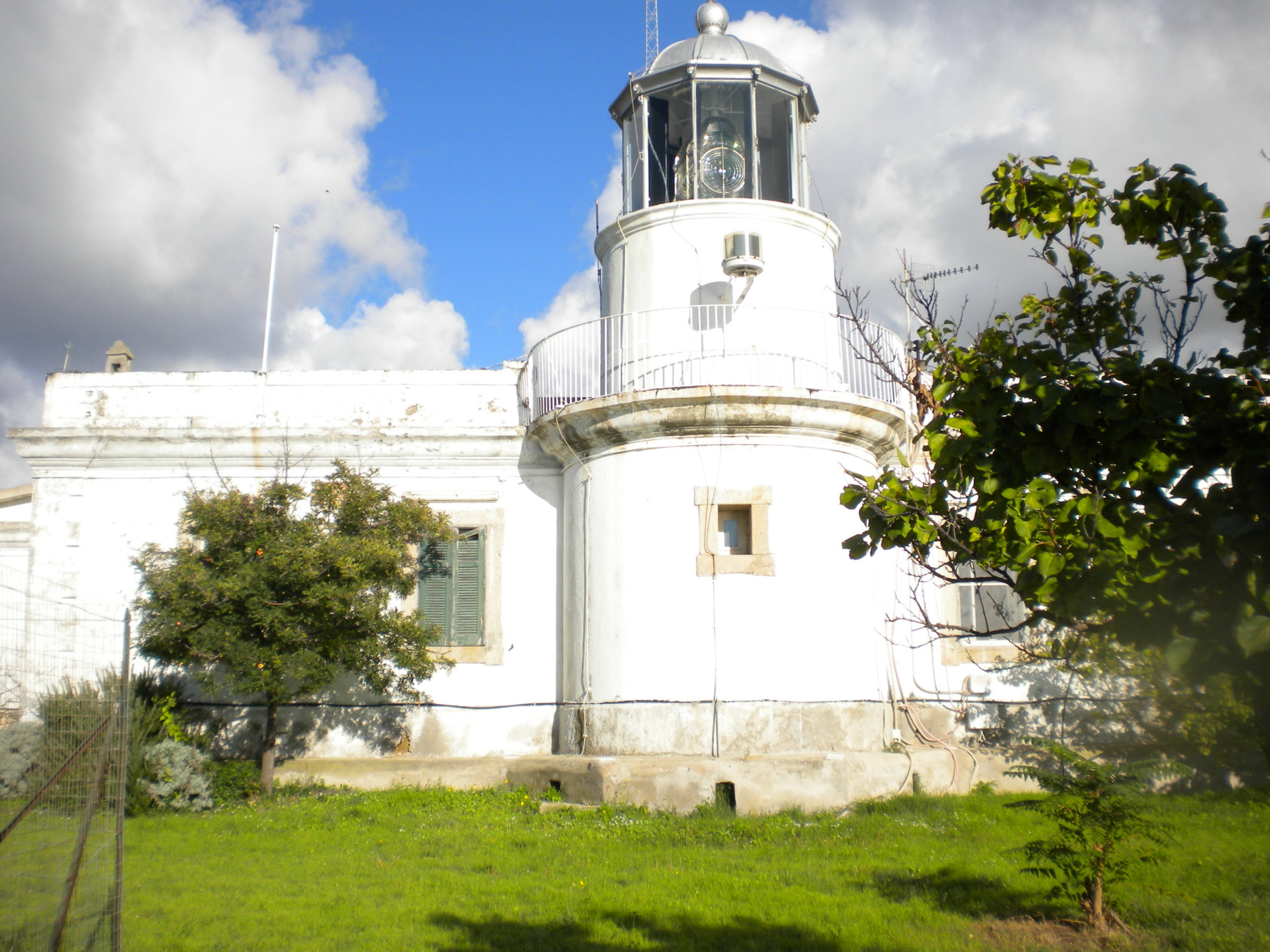
Faro di Capo Vaticano

## Economia
Le risorse principali del comune di Ricadi sono:
- l'agricoltura: in tutto il territorio comunale viene prodotta e commercializzata una qualità particolare di cipolla rossa dolce, detta Cipolla rossa di Tropea, oltre ad altri ortaggi, agli agrumi e alla 'Nduja. Il comune fa parte della regione agraria n. 4 (Colline Litoranee del Poro);
- il turismo balneare: le più note località balneari sono Capo Vaticano, Grotticelle, Santa Maria, Tono, Tonicello, Torre Marino, Formicoli e Baia di Riaci.

## Infrastrutture e trasporti
Il comune è interessato dalle seguenti direttrici stradali:
- di Tropea

Inoltre il comune di Ricadi presenta 2 stazioni ferroviarie:
- la Stazione di Ricadi-Capo Vaticano;
- la stazione di Santa Domenica di Ricadi.

## Amministrazione
| Periodo           | Periodo           | Primo cittadino                                        | Partito                            | Carica                    | Note  |
| ----------------- | ----------------- | ------------------------------------------------------ | ---------------------------------- | ------------------------- | ----- |
| 1983              | 1992              | Francesco Laversa                                      | Democrazia Cristiana               | sindaco                   |       |
| 1992              | 21 novembre 1993  | Domenico Pantano                                       |                                    | commissario straordinario |       |
| 21 novembre 1993  | 16 novembre 1997  | Roberto Domenico Grande                                | Partito Democratico della Sinistra | sindaco                   |       |
| 16 novembre 1997  | 27 maggio 2002    | Francesco Laversa                                      | Polo delle Libertà lista civica    | sindaco                   |       |
| 27 maggio 2002    | 24 aprile 2005    | Francesco Laversa                                      | Polo delle Libertà lista civica    | sindaco                   |       |
| 24 aprile 2005    | 29 maggio 2006    |                                                        |                                    | commissario straordinario |       |
| 29 maggio 2006    | 6 settembre 2010  | Domenico Laria                                         | lista civica di centro-sinistra    | sindaco                   |       |
| 6 settembre 2010  | 16 maggio 2011    | Giuseppe Ranieri                                       |                                    | commissario straordinario |       |
| 16 maggio 2011    | 11 febbraio 2014  | Giuseppe Giuliano                                      | lista civica Ricadi rinasce        | sindaco                   |       |
| 11 febbraio 2014  | 5 giugno 2016     | Antonia Maria Grazia Surace Antonio Gullì Gino Rotella |                                    | commissario straordinario | [ 7 ] |
| 5 giugno 2016     | 19 giugno 2020    | Giulia Russo                                           | lista civica Ricadi bene comune    | sindaco                   |       |
| 19 giugno 2020    | 21 settembre 2020 | Manuela Romanò                                         |                                    | commissario straordinario |       |
| 21 settembre 2020 | in carica         | Nicola Antonio Tripodi                                 | lista civica Ricadi europea        | sindaco                   |       |

### Gemellaggi
- Mogliano Veneto

- Statuto del Comune (PDF), su statuti.interno.it.
- Sito Web Istituzionale, su comunericadi.gov.it. URL consultato il 16 settembre 2019 (archiviato dall'url originale il 23 dicembre 2018).

### Lista di sindaci dal 1809 al 1983
| Periodo         | Nome                   | Partito/Funzione        |
| --------------- | ---------------------- | ----------------------- |
| dal 1979 - 1983 | Loiacono Antonio       | (...)                   |
| dal 1964 - 1979 | Cormace Giuseppe       | (...)                   |
| dal 1959 - 1964 | Tropeano Antonio       | (...)                   |
| dal 1956 - 1959 | Pantano Agostino       | (...)                   |
| dal 1946 - 1956 | Saragò Michele         | (...)                   |
| dal 1945 - 1946 | Garcea Giuseppe        | (...)                   |
| dal 1945 - 1945 | Pugliese Michele       | Commissario prefettizio |
| dal 1945 - 1945 | De Dominic Luigi       | Commissario prefettizio |
| dal 1944 - 1945 | Alfano Natale          | Commissario prefettizio |
| dal 1944 - 1944 | Sculco Bonaventura     | Commissario prefettizio |
| dal 1941 - 1944 | Conti Scrugli Vincenzo | Podestà                 |
| dal 1940 - 1941 | Mottola Notar Antonio  | Podestà                 |
| dal 1935 - 1940 | Conti Scrugli Ottavio  | Podestà                 |
| dal 1933 - 1935 | Pugliese Michele       | Commissario prefettizio |
| dal 1925 - 1933 | Schiariti Gregorio     | Podestà                 |
| dal 1925 - 1925 | Barone Orazio          | (...)                   |
| dal 1924 - 1925 | La Torre Raffaele      | Commissario prefettizio |
| dal 1924 - 1924 | Scarfò Vincenzo        | Commissario prefettizio |
| dal 1924 - 1924 | Gaspare Cesare         | Commissario prefettizio |
| dal 1914 - 1924 | Pontoriero Francesco   | (...)                   |
| dal 1910 - 1914 | Di Costa Giuseppe      | (...)                   |
| dal 1899 - 1910 | Melidoni Girolamo      | (...)                   |
| (...)           | (...)                  | (...)                   |
| dal 1809 - 1809 | Avenia Antonio         | (...)                   |